# Casa Castell de Balaguer Vell
La Casa Castell de Balaguer Vell és un edifici en ruïnes, situat a l'est de l'església de Sant Martí de Balaguer, a Montdarn, municipi de Viver i Serrateix, que fou un palau fortificat.

## Descripció
Ruïnes de la casa-fortalesa de Balaguer Vell, properes a l'església de Sant Martí de Balaguer, coneguda també com a Sant Martí de Montdarn, a l'antiga quadra de Sant Martí de Balaguer. L'estat deplorable de la seva conservació així com la pèrdua de la pedra per a la construcció de diferents masies properes a Balaguer Vell, fan molt difícil determinar la planta, ni tan sols l'estructura d'aquest palau-fortalesa.

## Història
Prop de les ruïnes de la casa-castell de Balaguer Vell hi ha les restes d'una pedra que ha estat considerada un menhir. La casa de Balaguer Vell està relacionada directament amb el veí castell de Querol i veïna també de l'església de Sant Martí (església que depenia de la de Sant Joan de Montdarn i és esmentada ja el 1131). Durant el segle xiv era senyor d'aquest lloc Alemany de Tort, el qual faria construir aquest castell o gran casal-fortalesa de Balaguer.